# Université du Wisconsin à Oshkosh
L'université du Wisconsin à Oshkosh (anglais : University of Wisconsin–Oshkosh) est une université située à Oshkosh, dans le Wisconsin aux États-Unis.
Sportivement, les Titans d'Oshkosh représentent les couleurs de l'équipe dans les championnats universitaires.